# Peru (Massachusetts)
Peru – miasto w Stanach Zjednoczonych, w stanie Massachusetts, w hrabstwie Berkshire.